# Christian Heinrich von Nagel
Christian Heinrich von Nagel   (Stuttgart, 28 de febrer de 1803 - Ulm, 27 d'octubre de 1882) fou un matemàtic i pedagog alemany.

## Vida i Obra
Nagel, fill d'un sastre de escassos mitjans econòmics, va fer el seu ensenyament secundari a Stuttgart. El 1817 va ingressar al seminari evangèlic de Maulbronn i Blaubeuren, al antic monestir de Maulbronn. El 1821 va ingressar al monestir evangèlic de Tubinga i va començar els seus estudis a la universitat de Tubinga on es va doctorar el 1827.
A partir de 1827 va ser professor adjunt a la universitat de Tubinga, però veient que tenia poques possibilitats d'arribar a ser professor titular, el 1830 se'n va anar de professor de matemàtiques i ciències naturals al institut de secundària d'Ulm. Al mateix temps, va donar classes a la Realschule d'aquesta ciutat. El 1844 va ser nomenat rector d'aquesta última institució i va dedicar bona part de la seva recerca a la pedagogia.

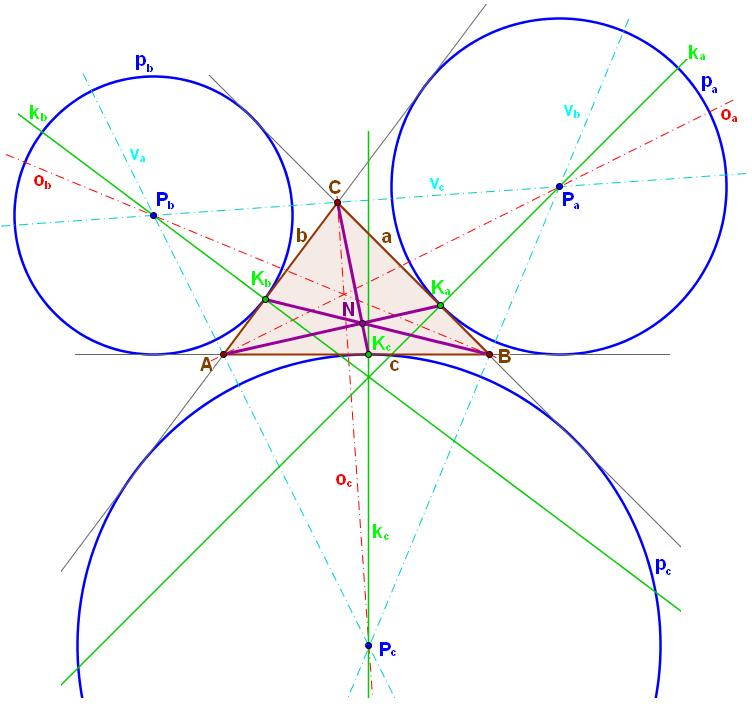
Circumferències exinscrites d'un triangle i Punt de Nagel.

Els treballs més importants de Nagel van ser en el camp de la geometria dels triangles. L'aportació més notable de Nagel al camp de les matemàtiques és el punt de Nagel que és el punt on s'intersequen les tres rectes que uneixen els punts de tangència de cadascuna de les tres circumferències exinscrites amb el vèrtex oposat del triangle.
Les seves obres més notables són:
- De triangulis rectangulis ex algebraica aequatione construendis (Sobre els triangles rectangles construïbles des d'una equació algebraica), 1826
- |https://www.google.cat/books?id=-INfod5SZqIC Untersuchungen über die wichtigsten zum Dreiecke gehöhrigen Kreise. Eine Abhandlung aus dem Gebiete der reinen Geometrie] (Estudis sobre els cercles més importants dels triangles. Un tractat en el camp de la geometria pura), Leipzig, 1836
- Die Idee der Realschule: Nach ihrer theoretischen Begründung und praktischen Ausführung dargestellt (La idea d'escola secundària. La seva justificació teòrica i la seva aplicació pràctica demostrades), Ulm, 1840